# ロデリック・ストロング
ロデリック・ストロング（Roderick Strong、1983年7月26日 - ）は、アメリカ合衆国の男性プロレスラー。
ウィスコンシン州出身。本名、クリストファー・リンジー（Christopher "Chris" Lindsey）。AEW所属。

## 来歴
1994年、大学のレスリング選手だった父親の勧めでジム・ナイドハートの下でトレーニングを始める。トレーニングへの参加を通しハリー・スミスと出会い、彼に触発されてプロレスラーになることを決意した。ナイドハートをはじめ、タンパ、フロリダ在住のレスラーの下でトレーニングを行う。
2001年、プロレスラーデビューを果たし、フロリダのインディー団体に参戦。
ドラゴンゲートに参戦。超国際派ユニットブラッドジェネレーションのマットサイダル、ジャックエバンス共にメンバーとして活躍。

### ROH
2003年9月、ペンシルベニア州本拠地とするROHに参戦。2004年5月22日に行われた「ジェネレーション・ネクスト」にてアレックス・シェリー、オースチン・エリーズ、ジャック・エバンスと共に若手ユニット「ジェネレーション・ネクスト」を結成。ファンの支持を集め、瞬く間に4人はROHの看板選手へと駆け上がった。
2005年12月17日、オースチン・エリーズとのコンビでROHのタッグ王座を獲得。同王座はそれまで短期政権が多かったが、このコンビは20回近い防衛記録を打ち立てることになる。またロドリック個人としてもROH世界王座に挑戦。
2006年になるとメンバーがバラバラに他の団体に参加するようになっていたため、ジェネレーション・ネクストを卒業という形で解散した。9月16日にニューヨークで開催された「Glory By Honor5 Night 2」にて、クリス・ヒーロー & クラウディオ・カスタニョーリからなる「キングス・オブ・レスリング」に敗北、王座から陥落する。その後、タイトルを奪回しようと再三挑戦するが失敗し、エリーズとの仲が険悪になってしまう。
2007年、エリーズと決別。エリーズが新ユニット「ザ・レジリエンス」を、ストロングは「ノー・リモース・コープス」を結成し抗争を展開した。

### プロレスリング・ノア
2009年7月、第3回日テレ杯争奪ジュニアヘビー級タッグリーグ戦にブライアン・ダニエルソンと組んで出場。得点2点でAブロック3位の結果であった。
2010年10月、第4回日テレ杯争奪ジュニアヘビー級タッグリーグ戦にエディ・エドワーズと組んで出場。
2013年7月、第7回日テレ杯争奪ジュニアヘビー級タッグリーグ戦にスレックスと「米豪連合タッグ」を結成し出場。

### WWE

#### NXT
2016年10月19日、WWE・NXTにてタッグチームによるトーナメント、ダスティ・ローデス・タッグクラシックの1回戦でROH時代の盟友であるオースチン・エリーズのパートナーとしてサプライズ出場。ヘビー・マシーナリー（オーティス・ドーゾビッチ & タッカー・ナイト）と対戦。最後にエリーズのディスカス・ファイブアームから自身のデス・バイ・ロデリックへと繋げて勝利。同月25日、WWEと正式に契約を交わし入団。11月2日、ダスティ・ローデス・タッグクラシック2回戦でTM61（ニック・ミラー & シェイン・ソーン）と対戦予定であったが、エリーズが10月27日のNXT Liveで目を負傷した事から出場を停止される。この結果を受けてソーンとシングルマッチを行う。終盤にセコンドのエリーズのアシストを受けてジャンピング・ニーを決めるが返され、場外でエリーズとミラーの口論が展開されるとレフェリーが制止する中でミラーにドロップキックを決めるもこの隙を突いたソーンに丸め込まれ敗戦した。
2018年2月6日、WWE・205 LiveにてWWEクルーザー級王座争奪トーナメントに出場。1回戦でヒデオ・イタミと対戦。最後にジャンピング・ニーからエンド・オブ・ハートエイクへと繋げて勝利。同月27日、2回戦でカリストを破り、3月13日、準決勝でセドリック・アレクサンダーと対戦。最後にジャンピング・ニーからエンド・オブ・ハートエイクを狙ったところに切り返されると3カウントを取られ敗戦した。
4月7日、NXT Takeover: New Orleansにてピート・ダンと組んでNXTタッグ王座とダスティ・ローデス・タッグクラシックのダブルタイトルを懸けたトリプルスレットマッチにジ・アンディスピューテッド・エラ（アダム・コール & カイル・オライリー）、オーサーズ・オブ・ペイン（アカム & レーザー）と対戦。序盤より場外戦を展開。終盤にダンとオライリーの一騎打ちになり、ダンがビター・エンドを決めてカウントを取るが、自身がダンを襲撃。エンド・オブ・ハートエイクを決めるとオライリーを抱えてフォールを取らせ勝利をアシスト。試合後にはジ・アンディスピューテッド・エラとタイトル獲得の喜びを分かち合い、メンバー入りを果たした。7月11日、NXTタッグ王座を保持するマウスタッシュ・マウンテン（トレント・セブン & タイラー・ベイト）にオライリーと組んで挑戦。終盤にオライリーとセブンの関節技の応酬となり、最後にオライリーがダブル・ニーバーを極めるとコーナーよりベイトがタオルを投入してレフェリーストップで勝利。ベルトを奪取した。

## その他
- 2015年12月、総合格闘家のマリナ・シャフィールと結婚。
- 2017年4月24日、第一子誕生。

## 得意技

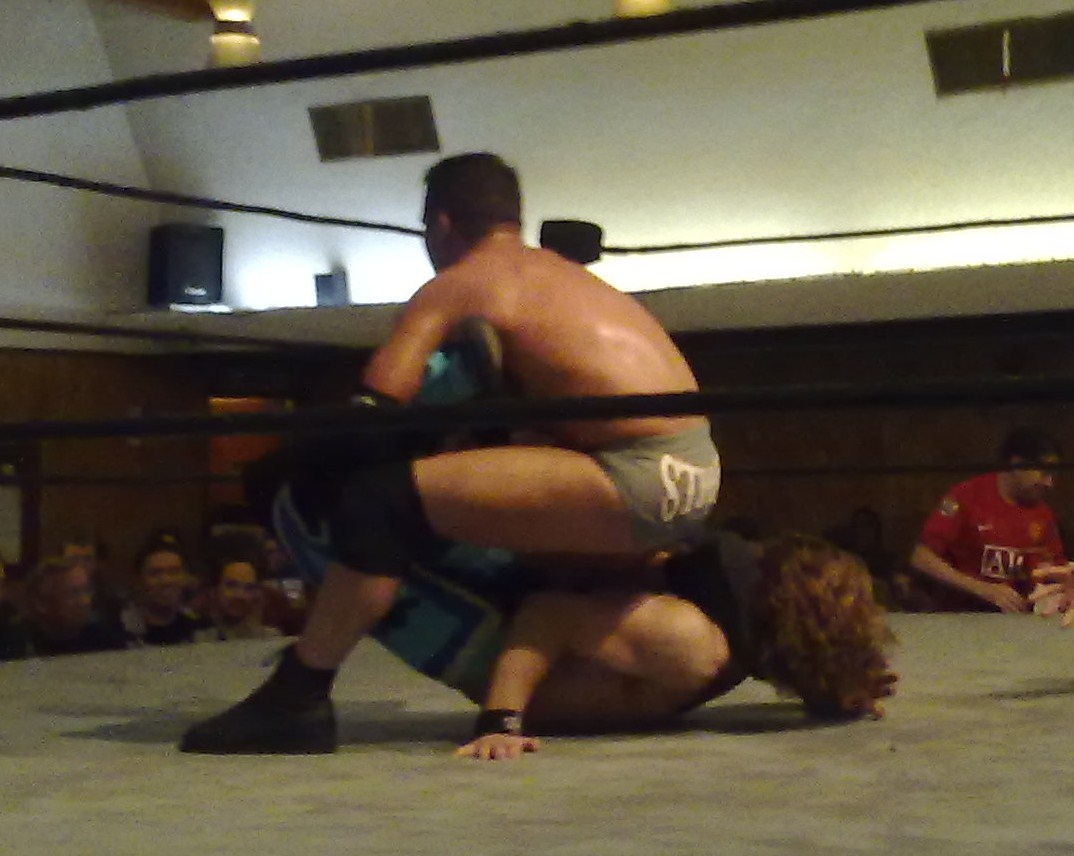
ストロング・ホールド

### フィニッシュ・ホールド
エンド・オブ・ハートエイク
相手をブレーンバスターの体勢で持ち上げ、後方に落としつつ体を捻り自らも倒れこんで相手の背中に両膝を突き立てるダブルニー・バックブリーカー。
旧名ストロング・ブリーカー

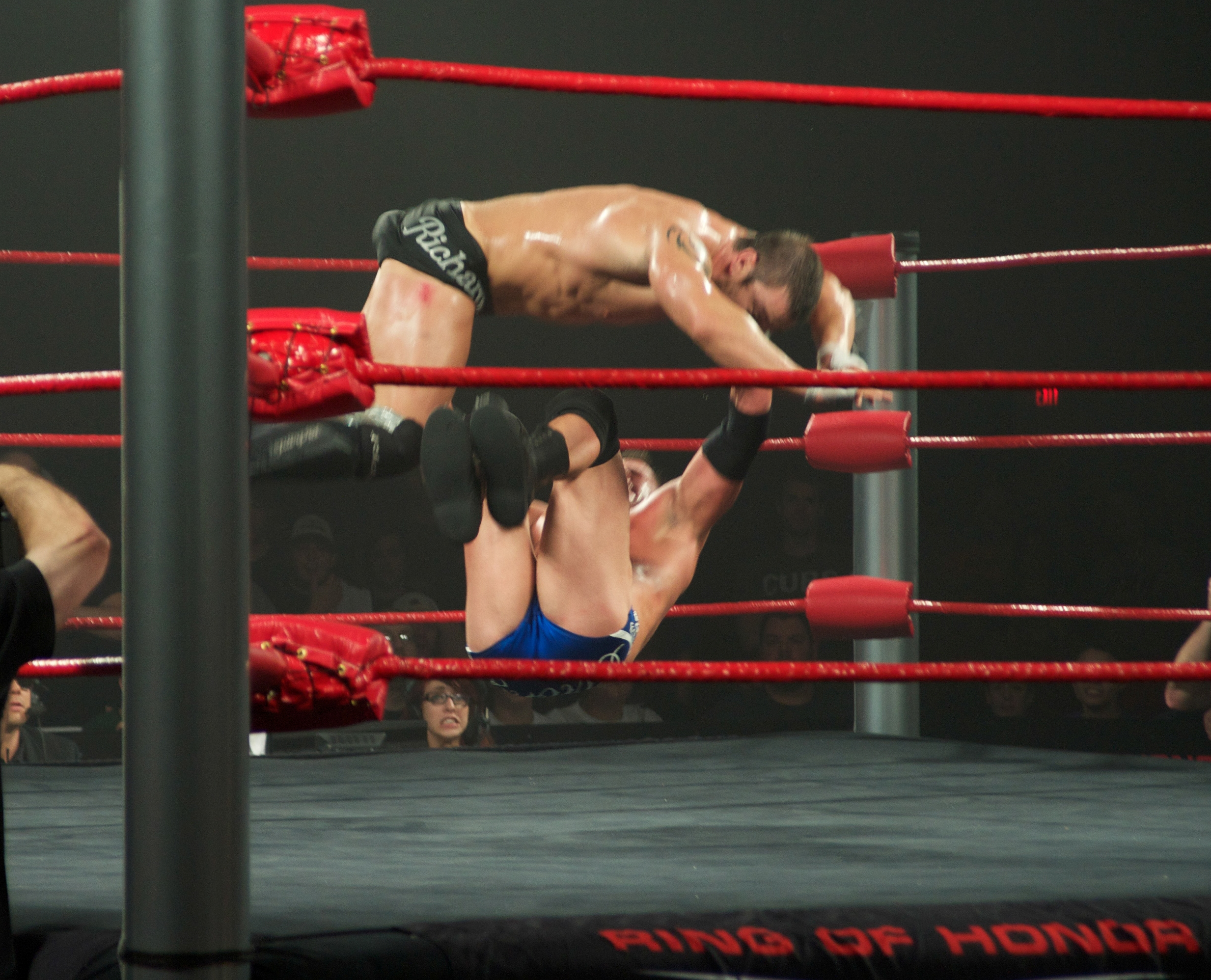
デス・バイ・ロデリック
ファイヤーマンズキャリーの体勢で相手を持ち上げ、自分の前方に落としつつ、自らも倒れこんで相手の腹に両膝を突き立てるダブルニー・バックブリーカー。
旧名ガット・バスター
ストロング・ホールド
相手の体を大きくのけ反らせる形のボストンクラブ。
シック・キック
ランニング・シングルレッグ・ドロップキックとも呼ばれる。
座り込んでいる相手に、走りこんで顔面へ放つ強力な片足ドロップキック。ROHではケンカキックとも呼ばれる。
旧名：ストロング・キック
ジャンピング・ニー
2016年、NXTでの初期に使用したフィニッシャー。
タイガー・ドライバー

### 打撃技
エルボー
エルボー・スタンプ
バック・エルボー
ジャンピング・エルボー
バックハンド・チョップ
インパクト音が非常に大きいのが特徴。
ドロップキック
延髄斬り
ナックルパンチ
張り手

### 投げ技
スープレックス
スーパープレックス
ベリー・トゥー・バックスープレックス
抱え上げ式バックドロップを使用。
パワーボム
ファルコン・アロー
スパイン・バスター
オリンピック・スラム
通常のオリンピック・スラム、雪崩式オリンピック・スラムの2種類を使用。
cloud 9
ベリー・トゥー・バック・フェイスバスター
CX '02
スプラッシュマウンテンの体勢で相手を持ち上げた状態からの横須賀カッター。
CX '03
クロスアーム・ゴリー・ネックブリーカー。

### 各種バックブリーカー
ハーフネルソン式
スイング式
STO式
ティルト・ア・ホイール式
カタパルト式
トーチャーラック（アルゼンチン）式
ダブルアーム式
サイドスラム式
バックドロップ式
パワーブリーカー
パワーボムで持ち上げ、落とす際に自分の立てた片膝へ、相手の背面を叩きつけるバックブリーカー。

## タイトル歴
AEW

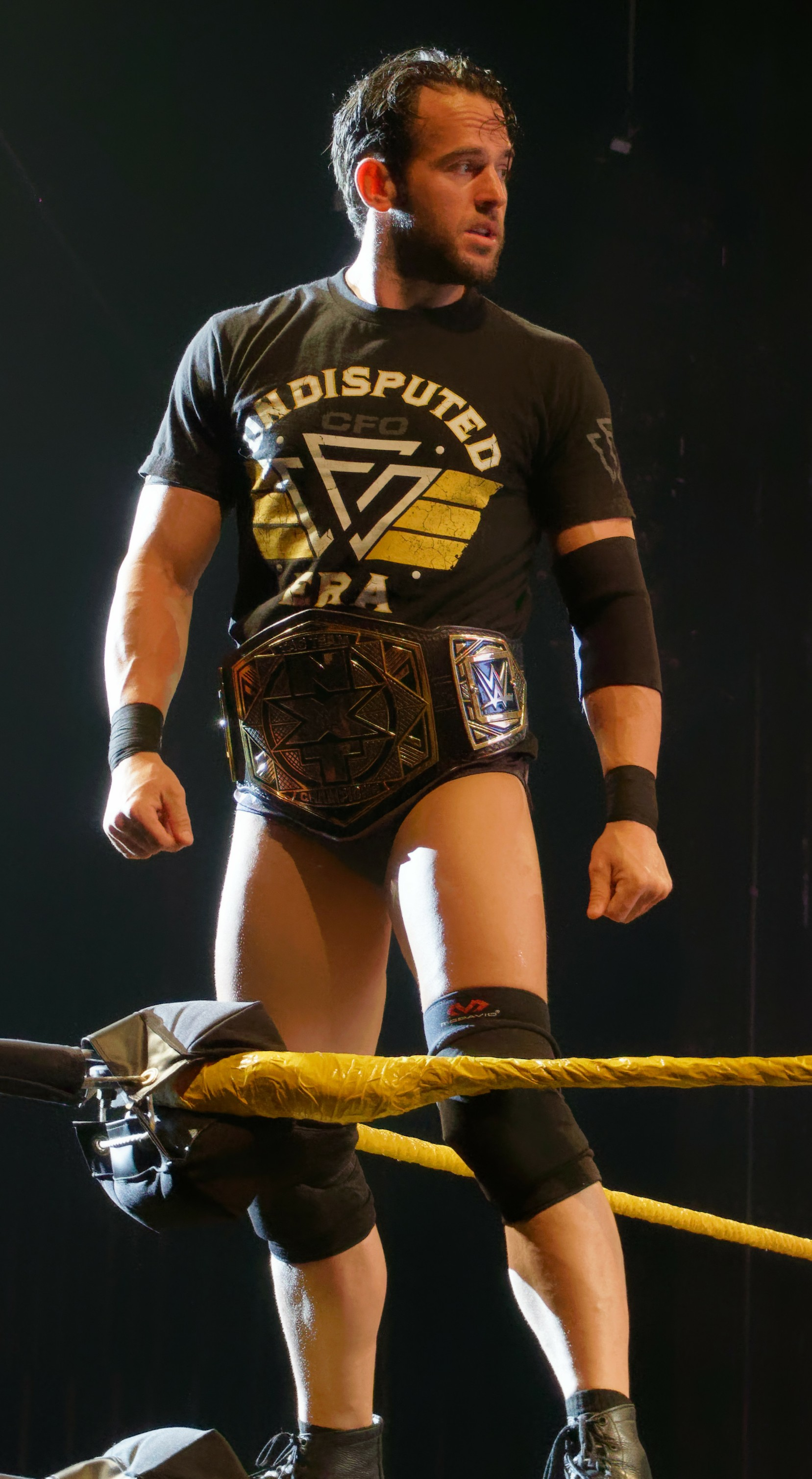
NXTタッグ王座

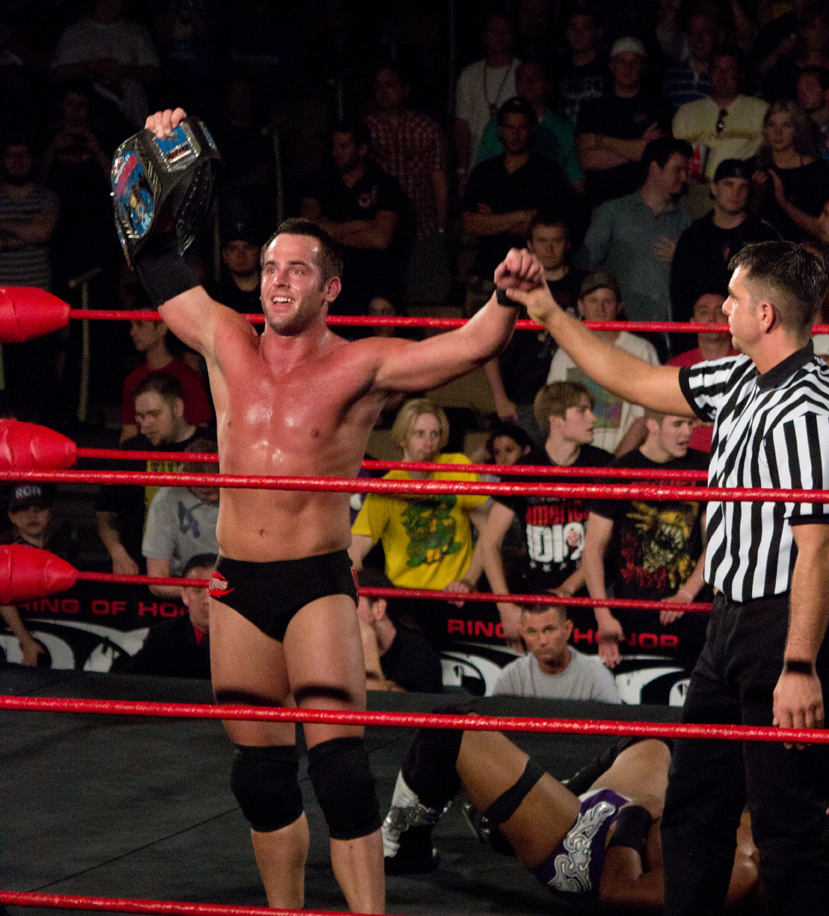
ROH世界TV王座

- AEWインターナショナル王座 : 1回（第6代）

WWE
- NXT北米王座 : 1回
- NXTクルーザー級王座 : 1回
- NXTタッグ王座 : 2回

w / ボビー・フィッシュ & カイル・オライリー & アダム・コール
w / カイル・オライリー
ROH
- ROH世界王座 : 1回（第14代）
- ROH世界TV王座 : 2回（第5、10代）
- ROH世界タッグ王座 : 1回

w / オースチン・エリーズ
PWG
- PWG世界王座 : 1回
- PWG世界タッグ王座 : 3回

w / デイビー・リチャーズ
w / PAC
w / ジャック・エバンス
- DDT4優勝 : 2回（2007、2008年）

w / PAC
w / ジャック・エバンス
FIP
- FIP世界ヘビー級王座 : 1回
- FIPタッグ王座 : 2回

w / エリック・スティーブンス
w / リッチ・スワン
AWF
- AWFヘビー級王座 : 1回

CWF
- NWAフロリダ Xディヴィジョン王座 : 3回

FEW
- FEWヘビー級王座 : 1回

IPW
- IPWフロリダ統一クルーザー級王座 : 1回
- IPWタッグ王座 : 1回

w / セドリック・ストロング
IWA
- IWAイースト・コースト王座 : 1回

LWF
- LWFヘビー級王座 : 1回

PWX
- PWXタッグ王座 : 1回

w / エディ・エドワーズ
SFCW
- SFCWヘビー級王座 : 1回
- SFCWタッグ王座 : 1回

w / ジャスティン・ベノム

## 入場曲
- 5 Minutes Alone
- Did My Time
- Amazing
- A Victim, A Target
- The End of Heartache
- Emofarm
- Gallantry
- Next Level
- Undisputed
- The Tide Is Turning - 現在使用中